# شريطية (جنس)
الشَرِيْطِيّة (بالإنجليزية: Taenia)‏، هي جنس من أجناس الديدان الشريطية وأحد أنواع الديدان الطفيلية، تسمى بالشريطية لأنها مفلطحة غير مستديرة، وتعرف بالوحيدة لأنه قلما يوجد منها أكثر من دودة في الأمعاء، وتختلف عن سواها من الديدان المعوية في كون جسمها مكون من عقد تزيد طولا وعرضا كلما انحدرنا من الرأس إلى العقب. وهي لا تنتقل للإنسان إلا عن طريق حيوان وسيط يتناول لحمه غير المطبوخ جيداً، حيث أن يرقاتها تتمركز في عضلات الحيوان في انتظار تناول الإنسان لها لتتم تطورها في أمعائه. وربما تكون الدودة الشريطية قاتلة إذا تركت لفترة طويلة بدون علاج.
ويصاب الإنسان والحيوانات بالديدان الشريطية عندما يبتلعون شيئاً يحتوي على بيوض الدودة الشريطية أو على يرقاتها. هذه البيوض أو اليرقات قد تأتي من الغذاء أو الماء أو الأسطح الملوثة. وقد تصاب الحيوانات بالديدان الشريطية حتى بابتلاع البراغيث المصابة.

## أنواعها
- الشريطية الخنزيرية: (بالإنجليزية: Taenia solium)‏ وسميت بذلك لأن الحيوان الوسيط لها هو الخنزير وطول الدودة البالغة يبلغ من 2 - 3 أمتار.
- الشريطية البقرية: (بالإنجليزية: Taenia saginata)‏ وسميت بذلك لأن الحيوان الوسيط لها هو البقر وطول الدودة البالغة من 4 - 10 أمتار.

## دورة الدودة الشريطية

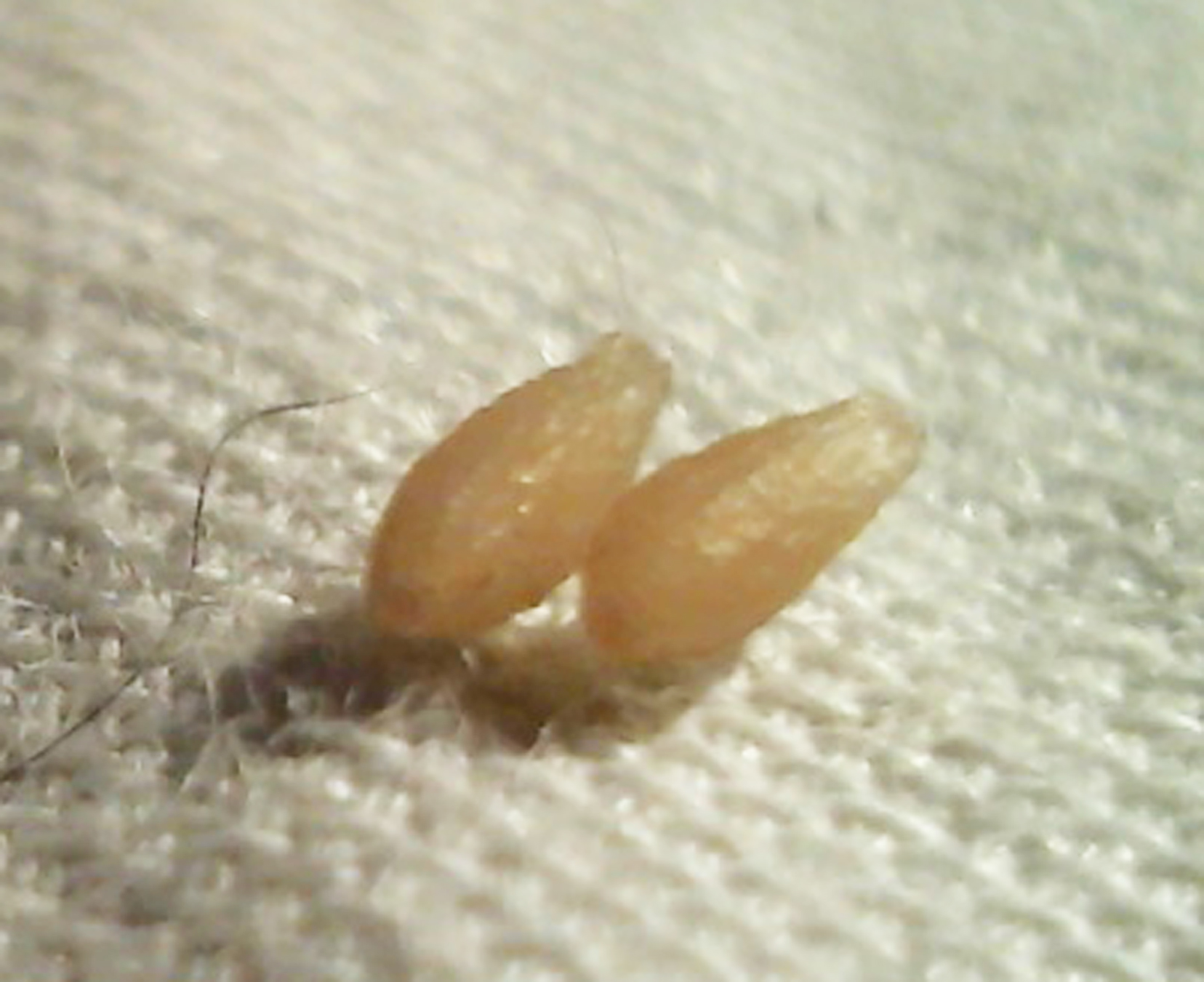
زوج من الديدان الشريطية في المرحلة التي تحتوي على جهاز تناسلي كامل, و في هذه الصورة تكون مجففة و مشابهة لبذور السمسم ، و كل واحدة محتوية على المئات من البيوض

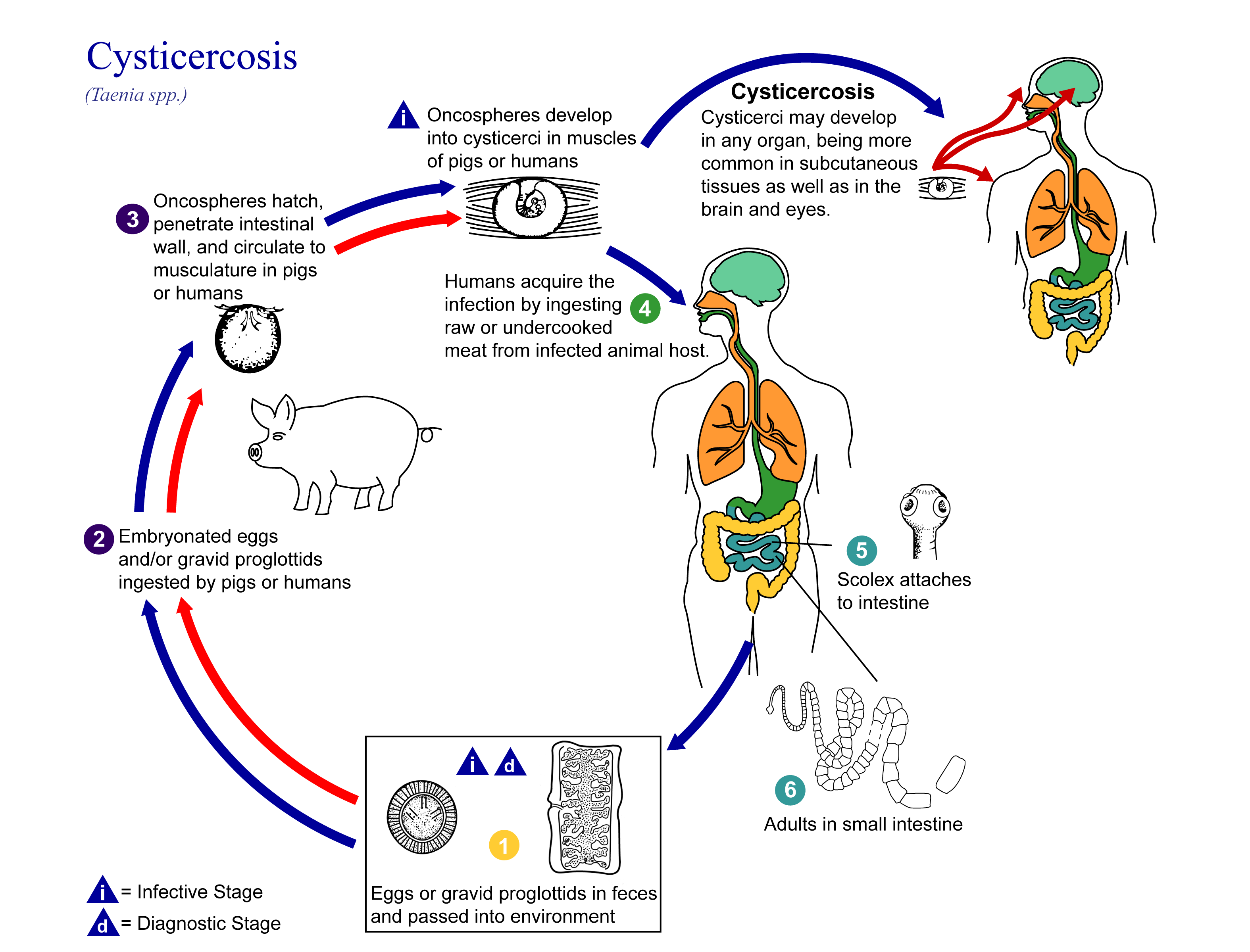
دورة الدودة الشريطية

يتكون جسم الدودة الشريطية من عقد، وفي كل عقدة من العقد توجد أعضاء تناسلية كاملة، فإذا امتلأت العقدة بالبيوض انفصلت العقدة عن جسم الأم وخرجت مع البراز، فإن تلوث بها علف الحيوان أو غذاؤه تحولت في أمعائه إلى يرقة تنتقل من الأمعاء إلى عضلات الحيوان فتتمركز فيها على شكل أكياس (cystocerer)، فإن أكل الإنسان لحوماً تحتويها ولم تكن مطبوخة جيدا يبدأ تطور اليرقة في أمعائه إلى دودة كاملة، وتفرز فيما بعد عقداً مملوءة بالبيض انتظارا لبدأ دورة تطور جديدة وهكذا.
إذا تلوث غذاء الإنسان ذاته بالبيض فإنه يأخذ في هذه الحالة دور الحيوان بمعنى أن البيض يفقس في أمعائه إلى يرقات تترك الجهاز الهضمي عن طريق الجهاز الدموي والليمفاوي إلى العضلات والقلب وربما إلى العين أو الجهاز العصبي بما في ذلك الدماغ أو سواه من أعضاء البدن، وينشأ ما يسمى بالتكيس اليرقي (cysticercosis) وهي حالة مرضية خطيرة كثيراً ما تؤدي إلى الوفاة، وتنتج عادة من تلوث غذاء الإنسان ببيوض الدودة الشريطية الخنزيرية.

## اختلاف الديدان الشريطية في البشر
كان يعتقد سابقا أن البشر قد اكتسبوا أنواع الديدان الشريطية (الشريطية الوحيدة و شريطية البقر و الشريطية الآسيوية ) بعد تدجين الثدييات الكبيرة، على الرغم من أن النظام الغذائي للقوارت و البحث الباكر عن المؤن يشيران إلى أن الاتصال بين أسلاف الديدان الشريطية قد تم حدوثه قبل نهوض البشر المعاصرين والزراعة المتقدمة. تشير الدلائل إلى أن استئناس الحيوانات من قبل البشر قد أدى إلى إدخال أنواع من الديدان الشريطية إلى مضيفات وسيطة جديدة من المواشي والخنازير.

## العلاج
العلاج باستخدام البرازيكوانتيل تم إثباته بواسطة إدارة الغذاء والدواء و يكون ذا تأثير شديد ضد هذه الطفيليات.